# Philodryas trilineata
Espèce
Statut de conservation UICN

 LC  : Préoccupation mineure
Synonymes
- Herpetodryas trilineatus Burmeister, 1861
- Dryophylax burmeisteri Jan, 1861
- Philodryas burmeisteri (Jan, 1861)
- Philodryas trilineatus (Burmeister, 1861)

Philodryas trilineata  est une espèce de serpents de la famille des Dipsadidae.

## Répartition
Cette espèce est endémique de l'Argentine. Elle se rencontre dans les provinces de Tucumán, de Catamarca, de Chubut, de La Rioja, de La Pampa, de Mendoza, de Neuquén, de Río Negro, de Salta, de San Juan et de San Luis.
Sa présence est incertaine dans le sud de la Bolivie.

## Publication originale
- Burmeister, 1861 : Reise durch die La Plata Staaten 1857-1860. Halle, vol. 2, p. 1-540 (texte intégral).